# Cinéma français
« Film français » redirige ici. Pour le magazine, voir Le Film français.
 (mai 2025).
 (mai 2025).

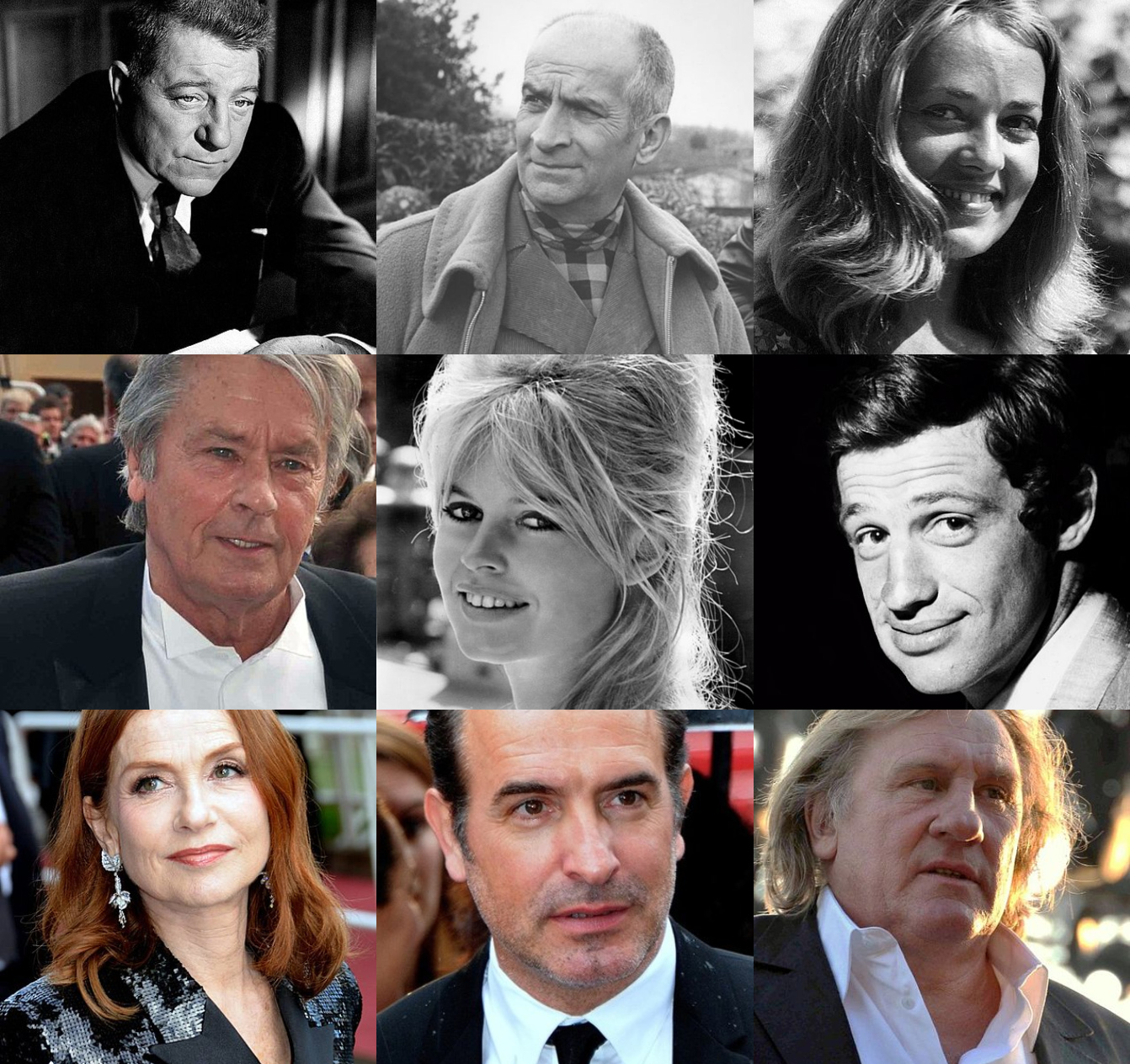
Acteurs vedettes du cinéma français. De gauche à droite et de haut en bas : Jean Gabin, Louis de Funès, Jeanne Moreau, Alain Delon, Brigitte Bardot, Jean-Paul Belmondo, Isabelle Huppert, Jean Dujardin et Gérard Depardieu.

Le cinéma français occupe une place privilégiée dans l'histoire du cinéma, avec des scientifiques comme Joseph Plateau et Étienne-Jules Marey, des inventeurs de premier rang dont les découvertes ont été fondamentales, et avec des pionniers aussi imaginatifs que Alice Guy-Blaché, Émile Reynaud, Louis Lumière, Georges Méliès et Léon Gaumont. Grâce à des financiers autodidactes de la trempe de Charles Pathé, il a contribué au développement de l'industrie mondiale du cinéma.
Parmi les réalisateurs les plus marquants de l'histoire du cinéma français, on retrouve Jean Renoir, Marcel Carné, François Truffaut et Jean-Luc Godard. D'autres réalisateurs importants comme René Clair, Jean Cocteau, René Clément, Robert Bresson, Alain Resnais, Jacques Demy, Claude Chabrol, Louis Malle, Jean-Pierre Melville, Henri Verneuil, Bertrand Tavernier, Claude Sautet, Eric Rohmer, Agnès Varda, Maurice Pialat, Bertrand Blier, André Téchiné, François Ozon et Christophe Honoré.
En plus de son propre développement, le cinéma français a permis à de nombreux artistes de l'Europe et du monde entier de s'exprimer. Des réalisateurs célèbres, tels que Krzysztof Kieślowski, Walerian Borowczyk, Andrzej Żuławski, Gaspar Noé, Anatole Litvak, Michael Haneke, Paul Verhoeven, Otar Iosseliani, John Berry ou Roman Polanski sont comptés parmi les réalisateurs importants du cinéma français. Inversement, des réalisateurs du cinéma français, tels que Jean Renoir, Jacques Tourneur, Jean-Jacques Annaud, Jean-Pierre Jeunet, Olivier Dahan, Luc Besson, Francis Veber, Agnès Varda, Julie Delpy ou Claire Denis ont mené de fructueuses carrières internationales.
Le cinéma français a beaucoup d'importance, notamment grâce à ses acteurs qui ont marqué l'histoire du cinéma :
- dans les années 1930 et 1940 : Jean Gabin, Raimu et Michel Simon, Louis Jouvet, Pierre Fresnay, Gaby Morlay,
- après la guerre et jusqu'aux années 1960 : Danielle Darrieux, Michèle Morgan, Simone Signoret, Marina Vlady ; Jean Marais, Gérard Philipe, Bernard Blier, Charles Vanel, Fernandel, Bourvil,
- années 1960 et 1970 : les grandes vedettes Jean-Paul Belmondo, Alain Delon, Brigitte Bardot, Jeanne Moreau, Catherine Deneuve, Romy Schneider et Annie Girardot ; les acteurs Michel Piccoli, Jean Rochefort, Philippe Noiret, Jean-Pierre Cassel, Yves Montand, Jean-Pierre Léaud, Gérard Depardieu, Patrick Dewaere, les actrices Stéphane Audran, Anna Karina, Claude Jade, Françoise Dorléac, Marlène Jobert, Miou-Miou, Isabelle Huppert, Nathalie Baye, Isabelle Adjani. Outre ces acteurs, des comiques comme Louis de Funès et Pierre Richard.
- Dans les années 80 et 90 Bernard Giraudeau, Juliette Binoche, Lambert Wilson,
- depuis les années 2000 Marion Cotillard, Audrey Tautou, Vincent Cassel et Louis Garrel.

## Histoire
Les inventions successives qui mènent à l'apparition des premiers films ont eu lieu au cours du XIXe siècle, dans plusieurs pays, principalement les États-Unis, la France et l'Italie, mais aussi la Grande-Bretagne et l'Allemagne. Ce sont bien les films, en tant qu'ouvrages artistiques, qui sont à la base d'un des procédés historiques de leur représentation, les salles de cinéma. Avec son dispositif, public et payant, de projection sur grand écran, Émile Reynaud en 1892, imité par les frères Lumière en 1895, pourrait revendiquer la paternité de ce procédé qui est devenu peu à peu largement minoritaire dans les recettes de l'art du film. En effet, les salles de cinéma représentent aujourd'hui, en termes de marché, environ moins du quart des recettes d'un film, un autre quart est constitué des ventes de droits de diffusion aux chaînes de télévision, les 50 % restants proviennent des ventes en formats domestiques, DVD et Blu-Ray.

### Des origines au début du parlant

#### Théâtre optique d'Émile Reynaud

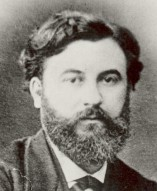
Émile Reynaud.

À la fin du XIXe siècle, pendant les années héroïques des débuts du cinéma, la France fournit plusieurs pionniers importants. Émile Reynaud appelle ses films des pantomimes lumineuses, elles durent de 1 à 5 minutes chacune, mais leur durée de projection peut varier considérablement car l'opérateur a la possibilité d'arrêter sur une image pour donner plus ample information, ou revenir en marche arrière, repartir, revenir, et créer ainsi une succession de courtes scènes supplémentaires plus ou moins improvisées. De 1892 à 1900, les pantomimes lumineuses d'Émile Reynaud seront vues par un demi-million de spectateurs, un très gros succès pour une unique salle.
Le Théâtre optique permet de projeter des images animées. Ce sont les premières projections sur grand écran du cinéma, avant celles des frères Lumière. Le public assiste au déroulement d'une histoire, projetée par Reynaud en personne sur un écran installé dans le « Cabinet fantastique » du musée, plongé dans l'obscurité totale. Les personnages sont dessinés et ils bougent grâce à un mécanisme astucieux. Ce sont les premiers dessins animés du cinéma. Émile Reynaud les appelle des Pantomimes lumineuses.

#### Frères Lumière
Louis Lumière met au point le cinématographe au cours de l'année (1895), avec l'aide de son ingénieur parisien Jules Carpentier. La même machine permet de prendre des vues photographiques animées, ainsi que les frères Lumière nomment leurs bobineaux (le mot anglais film, qui signifie pellicule, voile, est l'un des apports de Thomas Edison, qui viendra enrichir la langue française).
D'autre part, lors de son voyage à Paris, le père de Louis, Antoine Lumière, avait pu aussi admirer les pantomimes lumineuses d'Émile Reynaud. Des séances payantes auxquelles il avait sans doute assisté, le Musée Grévin se situant à quelques centaines de mètres seulement du lieu où était présenté le Kinétoscope de Thomas Edison et William Kennedy Laurie Dickson. Et là, sa conviction personnelle avait vite été faite : les films d'Edison ouvraient réellement des perspectives commerciales alléchantes, mais pas son procédé de vision individuelle, trop furtif à son avis. Les projections de Reynaud se faisaient sur un écran, devant un public rassemblé coude à coude, qui s'entraînait à rire, plaisanter, commenter et s'émerveiller en assistant aux comédies dessinées par le réalisateur. De retour à Lyon, Antoine avait orienté les recherches de ses fils vers la projection sur grand écran de vues photographiques animées.
Et, le 13 février 1895, les frères Lumière déposent le brevet du Cinématographe avant de présenter, le 22 mars 1895, en projection privée à Paris à la Société d'encouragement pour l'industrie nationale, la Sortie de l'usine Lumière à Lyon. Après une tournée triomphale en France devant des spectateurs choisis, les frères Lumière se lancent dans la commercialisation de leur invention. Le 28 décembre 1895, la première projection publique et payante des films de Louis Lumière se déroule à Paris dans le salon indien du Grand Café, 14 Boulevard des Capucines.

#### Débuts
Le succès des projections dans le sous-sol du Grand Café n'est qu'un début. Dès 1896, les frères Lumière entreprennent une gigantesque opération de tournage à travers le monde. Grâce à eux, des opérateurs parcourent les continents, apportant ce spectacle nouveau et étonnant qu'est un photographe actionnant consciencieusement une manivelle pour entraîner sa machine. Gabriel Veyre, Alexandre Promio, Francis Doublier et Félix Mesguich, les opérateurs vedettes, et bien d'autres, partent en train, en voiture, en bateau, emportant avec eux, non seulement leur Cinématographe sur un trépied, mais aussi les produits chimiques nécessaires au développement du négatif, car il faut stabiliser le négatif impressionné dans les délais les plus brefs. Ils développent la nuit (à cette époque, il est plus facile de trouver l'obscurité complète que de nos nuits, envahies actuellement par l'éclairage électrique généralisé). En plein jour, leur souci est de trouver de l'obscurité pour charger la précieuse pellicule dans la caméra. Les caves, les cryptes des églises, tout est bon, même un cercueil qu'un jour un opérateur doit louer pour continuer ses prises de vues. Francis Doublier, envoyé en Espagne pour filmer une corrida, comprend qu'il n'a pas assez de pellicule pour filmer correctement ses différentes phases. Il décide alors de réduire la vitesse de rotation de la caméra. Louis Lumière leur a tous appris qu'il faut tourner la manivelle au rythme de la marche guerrière : le Régiment de Sambre et Meuse, qui produit 16 à 18 images par seconde. Doublier oublie la consigne et tourne à 9 images par seconde, doublant du même coup la durée d'enregistrement de chacun de ses bobineaux de 17 mètres. Lorsqu'il visionne la copie positive en activant la manivelle de l'appareil de projection à la cadence normale, les vues enregistrées défilent en donnant l'impression que tout va plus vite : il vient d'inventer l'accéléré.
En 1896, un prestidigitateur, Georges Méliès, qui pratique déjà la projection de vues photographiques fixes à l'aide d'un couple de lanterne(s) magique(s) dans son théâtre Robert-Houdin, qu'il a racheté, assiste à la première projection publique des frères Lumière et en ressort avec l'idée que la projection de vues animées serait d'un bien meilleur effet et attirerait une nouvelle clientèle. Il se lance dans la production de bobineaux qui sont d'abord de simples répliques des vues photographiques animées des Lumière, puis il découvre un trucage, l'arrêt de caméra, qui lui permet de faire apparaître, disparaître, ou se transformer des personnages ou des objets. Au début du cinéma en France, les films de Méliès font mouche. Comme tous les films de cette époque, ils durent chacun moins d'une minute. L'Homme Orchestre, Le Mélomane, L'Homme à la tête en caoutchouc sont des régals, Le Déshabillage impossible est désopilant. En 1899, Cendrillon est un film déjà long (6 minutes). D'autres copient les tours de magie que permet n'importe quelle caméra. Louis Lumière lui-même confie à des opérateurs habiles qu'il a formés, le soin de « faire du Méliès ». Mais les frères Lumière comprennent vite qu'ils ne sont pas des hommes de scène et admettent volontiers leur incapacité à contrer des « saltimbanques », s'arrêtant définitivement de produire en 1902.
Georges Méliès importe de la photographie des techniques qui deviennent les premiers effets spéciaux du cinéma. La surimpression : la pellicule est rembobinée dans la caméra et repasse une seconde fois dans le couloir de prise de vues où sont impressionnées de nouvelles images sur les premières. Les fondus enchaînés : l'objectif est bouché progressivement avec une soie ou un feutre noirs, la pellicule est rembobinée sur quelques dizaines de photogrammes, la caméra dont l'objectif est obturé par la soie est redémarrée, la soie est progressivement ôtée, débouchant ainsi l'objectif ; les prises de vues se succèdent après un bref mélange des deux.
Georges Méliès importe un trucage mis au point par deux cinéastes de l'équipe de Thomas Edison (pour « décapiter » la reine Marie Stuart dans L'Exécution de Mary, reine des Écossais), qu'il systématise et porte à une complexité inégalée à l'époque : l'arrêt de caméra, qui permet de modifier comme par miracle un objet ou un personnage, ou le faire apparaître ou disparaître comme par enchantement : on arrête la caméra en prenant soin de ne pas la bouger, on change la position des objets ou des acteurs, on reprend la prise de vues ; après développement, on coupe les photogrammes surexposés qui révèlent l'arrêt et le redémarrage de la caméra, et on soude avec de l'acétone.
Georges Méliès met son talent de dessinateur au service des décors de ses films, qu'il peint lui-même, et notamment en exécutant d'habiles « trompe-l'œil », donnant l'illusion de la réalité sur 3 dimensions à des surfaces peintes à plat.
À la charnière du théâtre et du cinéma, l'importance capitale de Georges Méliès dans le cinéma en tant que divertissement populaire, est reconnue aujourd'hui dans le monde entier. D. W. Griffith dit de Méliès : « Je lui dois tout » et Charles Chaplin rajoutera « C'était l'alchimiste de la lumière ». Georges Méliès est décoré de la Légion d'Honneur en 1931. Depuis 1946, le prix Méliès couronne chaque année le meilleur film français ou de coproduction française. Le 13 mars 1961, la Poste française émet un timbre d'une valeur de 50 centimes à l'effigie de Georges Méliès. Il est retiré de la vente le 14 octobre 1961 après avoir été tiré à 5 270 000 exemplaires. En 1978, le documentaire américain Georges Méliès, cinema magician, de Luciano Martinengo et Patrick Montgomery, retrace la carrière du cinéaste. Les recherches de Serge Bromberg aboutissent en 2010 à l'édition d'un coffret de DVD avec 200 films restaurés de Georges Méliès. Le documentaire Le voyage extraordinaire de Serge Bromberg et Éric Lange rétablit en 2011 une copie en couleur du Voyage dans la Lune. Le film Hugo Cabret de Martin Scorsese, adapté du livre de Brian Selznick, L'Invention de Hugo Cabret, est une adaptation libre de la vie de Georges Méliès (incarné par Ben Kingsley). 1995 : le groupe de rock Queen se sert de séquences du Voyage dans la Lune pour leur vidéo-clip de Heaven for everyone. Le clip du groupe de rock The Smashing Pumpkins : Tonight, Tonight lui rend hommage, on y voit notamment un navire appelé le SS Méliès.
Léon Gaumont, un industriel qui vend du matériel et des fournitures pour la photographie, et qui a cru pour un temps au format 60 mm de Georges Demenÿ, offre bientôt un catalogue foisonnant de bobineaux de cinéma 35 mm. Si les industriels ont du mal à faire face aux saltimbanques, qui, eux, formés par le spectacle vivant, connaissent les réactions du public et savent les anticiper dans leurs films, un certain Charles Pathé va réussir dans leur branche, l'industrie du film, alors qu'il a pauvrement commencé en risquant toutes ses économies pour acheter un appareil qui l'a séduit : le phonographe à cylindres de Thomas Edison. « Au début de septembre 1894, il quittait Vincennes dans un char à bancs, pour la foire de Monthéty (Seine-et-Marne). Sa femme tenait des cylindres de cire enfermés dans un carton. S'ils s'étaient brisés, le jeune ménage se fut trouvé ruiné ». Mais ce ne fut pas le cas, le couple gagna en une journée ce qu'il gagnait auparavant en un mois. C'est ainsi que Pathé amasse un bon pécule qu'il risque encore en découvrant cette fois les Kinétoscope Edison contrefaits en Europe. Sa première affaire, où il s'associe avec son frère Émile, faillit les ruiner, mais heureusement Charles n'a pas abandonné l'exploitation du Phonographe d'Edison, du moins la vente des phonographe contrefaits en série par les Anglais. En 1898, un industriel lyonnais lui offre une commandite d'un million de francs. De forain, Charles Pathé se transforme en homme d'affaires. Créée avec Émile, la nouvelle société Pathé Frères devient au début des années 1900 la plus importante société de production de films du monde, plus puissante encore que l’Edison Manufacturing Company ou l’American Mutoscope and Biograph Company. Charles Pathé fait confiance à Ferdinand Zecca, un inconnu dont il avait enregistré la voix.
Alors que Georges Méliès construit en 1897 à Montreuil-sous-Bois le premier studio de cinéma en Europe, un bâtiment vitré de près de 1 200 m2, Pathé entreprend « la production de films joués sur une estrade dressée en plein air sur des tonneaux ». Zecca plagie les films de Méliès, mais aussi les chase films des cinéastes anglais, qui le poussent à quitter parfois son aire de tonneaux pour tourner en extérieurs naturels des poursuites échevelées. Le procédé de l'arrêt de caméra lui est familier autant qu'à Méliès, mais il sait l'utiliser dans un autre but que la recherche du gag.

#### Apogée du muet
L'époque du muet en France, est traversée par de nombreux courants : l'ère des féeries (Georges Méliès, Segundo de Chomon), celle des films et séries d'art (Charles Le Bargy, Michel Carré, Georges Monca,..), puis vint la mode des films comiques (Max Linder, Jean Durand,..). La France suit enfin la mode des « sérials » (Louis Feuillade, Victorin Jasset,…), avant de voir l'arrivée, à la fin du muet, de l'« avant-garde » cinématographique (Louis Delluc, Abel Gance,…).

### «Qualité française»
Pour attirer un grand nombre de spectateurs et se démarquer du cinéma américain, les producteurs français s'appuient sur les stars d'avant-guerre comme Fernandel, Michel Simon, Jean Gabin, Pierre Fresnay, Charles Boyer, Louis Jouvet, Charles Vanel, Gaby Morlay, Micheline Presle, Danielle Darrieux, Michèle Morgan. Les nouvelles stars sont : Gérard Philipe et Henri Vidal qui resteront en haut de l'affiche jusqu'à leur mort, Daniel Gélin, Louis Jourdan, Yves Montand, François Périer, Bourvil, Georges Marchal, Jean Marais, Simone Signoret, Martine Carol, et il faut attendre 1956 et l'arrivée de Brigitte Bardot avec Et Dieu… créa la femme pour qu'émerge une nouvelle grande star française.
Dans l'immédiat après-guerre, le cinéma français rend hommage aux résistants : la Bataille du rail de René Clément sort en 1946 et Jean-Pierre Melville adapte en 1947 le roman de Vercors, le Silence de la mer.
Le 19 octobre 1949, un accord de coproduction cinématographique franco-italien est signé à Paris, renouvelé régulièrement dans les années 1950 et 1960. Ce cadre permet d'établir des règles et de faciliter les échanges et la circulation de matériaux, de professionnels, d’artistes, etc. Une série de films majeurs du de l'histoire du cinéma français cinéma possèdent ainsi la nationalité franco-italienne : Don Camillo, Le Salaire de la peur, Touchez pas au grisbi, Les Misérables, La dolce vita, Le Guépard, Le Gendarme etc
Dans les années 1950 le cinéma français est surtout caractérisé par ce que François Truffaut appelle en 1954 dans son article Une certaine tendance du cinéma français : la qualité française.
Celle-ci est d'abord un cinéma de studio et de scénaristes. Elle est friande d'adaptations littéraires et de films en costumes. Dans cet art du studio et de l'adaptation littéraire, Max Ophüls excelle. Dans le Plaisir, adaptation de nouvelles de Guy de Maupassant, il profite au maximum des possibilités que lui offre le studio. Mais pour Truffaut et la jeune critique française, Ophüls est le cinéaste qui confirme la règle. La qualité française est certes caractérisée par des films souvent très bien scénarisés, notamment par Jean Aurenche et Pierre Bost, mais dont la réalisation est souvent académique (peu de mouvements de caméras et de jeux de lumière, afin de respecter au mieux les exigences dramaturgiques du scénario) : le Diable au corps de Claude Autant-Lara, La Symphonie pastorale de Jean Delannoy, Jeux interdits de René Clément.
À noter toutefois, que la qualité française n'est pas forcément incompatible avec l'avant-garde : les films de Jean Cocteau en témoignent. Et, qui plus est, certains réalisateurs représentatifs de cette qualité française, ont pu ensuite être mis en avant par la Nouvelle Vague (notamment Sacha Guitry).

### Nouvelle Vague

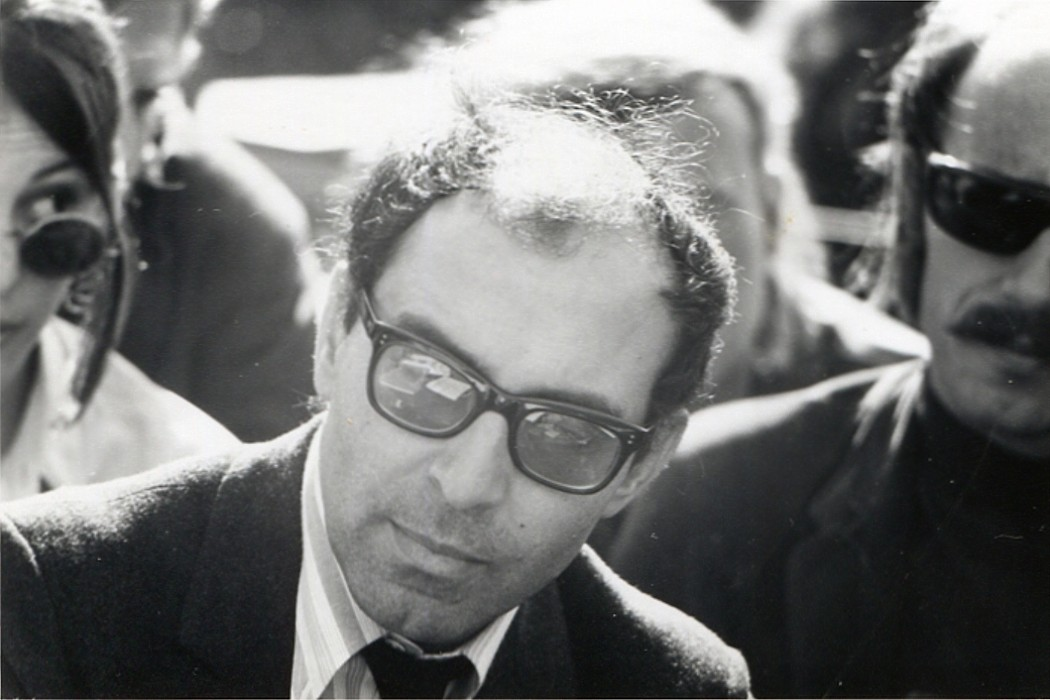
Jean-Luc Godard à l'université de Berkeley en 1968.

Le terme apparaît sous la plume de Françoise Giroud dans L'Express du 3 octobre 1957, dans une enquête sociologique sur les phénomènes de génération. Il est repris par Pierre Billard en février 1958 dans la revue Cinéma 58. Puis cette expression est attribuée à des films distribués en 1959, principalement ceux présentés au Festival de Cannes, et réalisés par de nouveaux réalisateurs. Le Beau Serge de Claude Chabrol, tourné en hiver 1957-58 à Sardent dans la Creuse, est parfois considéré comme le premier film de la Nouvelle Vague,, alors que d'autres comme Georges Sadoul la fait débuter dès l'été 1954 à Sète avec La Pointe courte d'Agnès Varda, « le véritable premier film de la Nouvelle Vague ». Une campagne publicitaire du CNC va définitivement effacer le sens sociologique du terme pour l'appliquer plus strictement au cinéma.
Le Coup du berger, un court métrage de Jacques Rivette en 1956 est aussi considéré fondateur, mais le rejet du cinéma français traditionnel remonte en fait à la Libération et à la découverte enthousiaste, au lendemain de la guerre, du cinéma américain[Lequel ?]. La Cinémathèque puis la célèbre « revue à couverture jaune », d'André Bazin, les Cahiers du cinéma, servent d'école aux critiques qui vont bientôt s'emparer de la caméra.

François Truffaut et Claude Jade en avril 1979, avant-première de leur troisième film L'Amour en fuite.

La Nouvelle Vague ne se définit pas seulement par ses techniques cinématographiques révolutionnaires pour l'époque, mais aussi par ceux qui la composent tels François Truffaut, Éric Rohmer, Agnès Varda, Jean Eustache, Jacques Rivette, Claude Chabrol et Jean-Luc Godard, qui constituent le cœur du mouvement. Le mouvement n'est pas le fruit d'une longue recherche sur le cinéma, mais le produit immédiat d'une époque et le fruit de la rencontre de plusieurs jeunes cinéastes. Il s'inscrit dans le contexte historique de l'époque et traduit les mouvements de société : début des Trente Glorieuses, des révoltes étudiantes, guerre d'Algérie, Mouvement de libération des femmes. Le cinéma se fait miroir de l'époque. Ainsi, la saga Antoine Doinel (joué par Jean-Pierre Léaud) suit de près l'évolution de la société, des transformations du modèle familial (Les Quatre Cents Coups), de la jeunesse avec la modernisation des foyers (Antoine et Colette dans L'Amour à 20 ans), l'amour entre Antoine et Christine (Claude Jade) dans Baisers volés, la vie commune de ce petit couple dans Domicile conjugal jusqu'au divorce d'Antoine et Christine (L'Amour en fuite). La Nouvelle Vague ne se limite pas à un nouveau genre cinématographique, mais se fait, par le vent de liberté qu'elle apporte et tout ce qu'elle sait représenter, l'instantané d'une époque.

### Après la Nouvelle Vague les années 1970
En 1968, les évènements de mai secouent la France. François Truffaut a déjà organisé des manifestations en février pour protester contre l'éviction de Henri Langlois de la tête de la Cinémathèque française et dédie à Langlois son film en cours de réalisation, Baisers volés. Le Festival de Cannes est interrompu - à l'initiative de Truffaut, Godard et Louis Malle. Pendant des années, Jean-Luc Godard ne travaille plus dans le cinéma commercial. Les films politiques tels que Costa-Gavras Z connaissent le succès. Chabrol poursuit sa vivisection de la bourgeoisie (La Femme infidèle) et Truffaut explore la possibilité d'un bonheur conjugal bourgeois (Domicile conjugal).
Alors que Godard disparaît du cinéma après la Nouvelle Vague, à l'exception de quelques essais, Truffaut et Chabrol restent les réalisateurs de premier plan, dont les aspects artistiques restent également un succès commercial. Les autres réalisateurs des années 1970 dans cet impact sont Bertrand Tavernier, Claude Sautet, Eric Rohmer, Claude Lelouch, Georges Lautner, Jean-Paul Rappeneau, Michel Deville, Yves Boisset, Maurice Pialat, Bertrand Blier, Coline Serreau et André Téchiné. Dans les films de pur divertissement, ce sont Gérard Oury, Édouard Molinaro .
Pour les actrices, outre les grandes stars Catherine Deneuve, Annie Girardot et Romy Schneider, on trouve les actrices Jeanne Moreau, Anna Karina, Claude Jade, Stéphane Audran, Bernadette Lafont, Marlène Jobert, Miou-Miou, Isabelle Huppert, Nathalie Baye, Isabelle Adjani. 
Pour les acteurs, outre les stars Alain Delon et Jean-Paul Belmondo, on trouve Michel Piccoli, Jean Rochefort, Philippe Noiret, Jean-Pierre Cassel, Jean-Pierre Léaud, Jean Yanne, Victor Lanoux, Jean-Pierre Cassel, Jean Carmet et Yves Montand et la nouvelle génération avec Gérard Depardieu et Patrick Dewaere, dans le genre de la comédie, outre Louis de Funès qui reste actif, l'acteur et réalisateur Pierre Richard.

## Audience contemporaine
« La baisse de la fréquentation débute à partir des années 1960, lorsque les Français s’équipent de téléviseurs. Une deuxième baisse intervient à partir des années 1980 et l’apparition des chaînes privées, des magnétoscopes, etc. Le retournement de tendance intervient à partir de 1992 et de la multiplication des salles dans les zones rurales. »
Au début du XXIe siècle, le cinéma français est le plus prolifique d'Europe, avec par exemple 261 films français (initiative française et coproductions minoritaires) sortis en 2010, 270 sortis en 2012 et de même en 2014, dont la majorité est essentiellement destinée aux chaînes de télévision, premier coproducteur de films de cinéma (260-270 films sur 52 semaines annuelles proposent 5 sorties hebdomadaires en salle, ce que ne peut absorber le parc de salles français, alimenté, voire saturé, bon an mal an à près de 55 % par des films venus du monde entier, et ce qui ne correspond absolument pas aux statistiques de fréquentations des spectateurs tous films et pays confondus, fournies par le CNC (www.cnc.fr/web/fr consulté le 11 mars 2015).
La France était en 2013 le deuxième exportateur de films au monde derrière les États-Unis et une étude réalisée en avril 2014 montre l'excellente image dont bénéficie le cinéma français à travers le monde, qui reste le cinéma le plus apprécié après le cinéma américain, mais il faut remarquer qu'Unifrance est le plus important vecteur commercial du cinéma français. Des affirmations contraires de la part de cet organisme à but promotionnel seraient inattendues.
Avec 200 millions de billets vendus en 2012, et environ 213 millions attendus en 2015, la France est actuellement le troisième marché du cinéma mondial, que ce soit en termes d'entrées (derrière les États-Unis et l'Inde), ou en termes de revenus (derrière les États-Unis et le Japon). La « Direction des études, des statistiques et de la prospection » du CNC (Centre national du cinéma et de l'image animée) note cependant dans son rapport du 4 janvier 2014, que « La forte reprise de la fréquentation observée en fin d'année n'a pas suffi à compenser la baisse des mois précédents. Sur l'ensemble de l'année 2013, la fréquentation des salles de cinéma diminue de 5,3% ». Le même organisme officiel constate une baisse symptomatique des recettes de films français (40,2 en 2012, 33,3 en 2013) et une augmentation non moins symptomatique des recettes de films américains (42,7 en 2012, 53,9 en 2013), qui ne demeurent pas dans l'hexagone mis à part le pourcentage prélevé par le CNC, qui vient ainsi soutenir la production de cinéma et d'audiovisuel en France. Depuis 2014, les derniers chiffres du CNC sont encourageants et prévoient en France une fréquentation en salle pour l'année 2015 d'environ 213 millions de spectateurs, ce qui, compte tenu de la population française, donne (tous âges confondus) une moyenne annuelle par personne de moins de 4 films vus en salle. Sur les recettes, le CNC précise que 45 % environ de cette fréquentation résultera de films français, 44 % de films américains, et 11 % de films issus d'autres pays.
En 2012, avec 226 millions d'entrées (1409 millions d'euros ou 1902 millions de dollars) dans le monde pour les films français (582 films sortis dans 84 pays), dont 82 millions d'entrées en France (520 millions d'euros), soit la quatrième meilleure année depuis 1985, et 144 millions d'entrées hors de France (889 millions d'euros), soit la meilleure année depuis au moins 1994 (depuis qu'uniFrance collecte les données), le cinéma français atteint une part de marché de 2,95 % des entrées en salle à travers le monde et de 4,86 % des recettes générées,. Trois films ont tout particulièrement contribué à cette année record : Taken 2, Intouchables et The Artist. Pour comparaison la part de marché des films anglais en 2012 est de 1,8 % en valeur et n'a jamais dépassé 2,8 % (obtenu en 2011) depuis 2002. 1409 millions d'euros auxquels se rajoutent 163,92 millions d'euros de ventes de films français en DVD et Blu-ray (record depuis au moins 2003). En 2012, les films tournés en langue française se classent 4e en nombre d'entrées (145 millions) derrière les films tournés en langue anglaise (plus d'un milliard d'entrées rien qu'aux États-Unis), hindi (? : pas de données précises fiables), chinoise (275 millions en Chine plus quelques millions à l'étranger), et devant les films tournés en langue coréenne (115 millions d'entrées en Corée du Sud plus quelques millions à l'étranger) et japonaise (102 millions d'entrées au Japon plus quelques millions à l'étranger,, un record depuis 1973 et ses 104 millions d'entrées). Et 2e à l'exportation (c'est-à-dire en dehors des pays de langue maternelle française) après les films en langue anglaise, et largement devant les films en hindi, chinois, japonais, espagnol, coréen, russe, portugais, italien, allemand, arabe, cantonais ou bengali qui s'exportent peu (principalement dans la région environnante).
Selon The Guardian, le cinéma français passe quasiment inaperçu dans le monde anglophone : un trop grand nombre de films français seraient des biographies des icônes de la culture populaire française (films consacrés à Gainsbourg, Claude François, Coco Chanel, Mesrine, Yves Saint Laurent etc.), ce qui limiterait leur rayonnement international.
La Chine est en 2017 le premier marché à l'exportation pour le cinéma français avec 15 millions d'entrées, dont 12 pour le film Valérian et la Cité des mille planètes.

## Infrastructures
En 2012-2013, la France compte plus de 2 000 établissements cinématographiques, totalisant plus de 5 500 salles et d'un million de fauteuils, soit un fauteuil pour 58 habitants,. En moyenne, un cinéma français possède 2,8 salles qui chacune compte 193 fauteuils. Les trois villes comptant la plus forte densité en fauteuil par habitant sont Ivry-sur-Seine (un pour 13,2 habitants), La Rochelle et Annecy (moins de 14 habitants par siège). Les trois départements comptant la plus forte densité de salles sont les Hautes-Alpes (24,8 cinémas pour 100 000 habitants), la Savoie (21,8) et Paris (16,2). Le Centre national du cinéma indique : « En partie à cause de la surcapacité prévue dans les régions touristiques, le nombre de fauteuils par habitant est souvent plus élevé dans les départements de la moitié sud de la France que dans ceux du nord ».
En 2021, le livre Guinness des records a officiellement reconnu L'Eden Théâtre comme le plus ancien cinéma encore en activité, basé à la Ciotat, les frères Lumière y avaient projetés leurs premiers films dès 1889.

## Milieu de la réalisation
Les femmes ne représentent que 23 % des 2 066 cinéastes ayant réalisé au moins un film français entre 2006 et 2016, chiffre en progression de 4 % pour les films de fictions et de 7 % pour les films documentaires. Le nombre de films d'animation réalisés par une femme sur cette même période est particulièrement faible. Sur la période 2002-2021, 601 femmes ont réalisé au moins un long métrage d'initiative française, contre 1 808 hommes. Aucune femme n'a réalisé de film coûtant plus de 20 millions d'euros sur cette période.

## Violences sexuelles et sexistes
Le cinéma français a été marqué par plusieurs affaires de violences sexuelles. Au début des années 2000, quatre actrices portent plainte contre le réalisateur Jean-Claude Brisseau. Celui-ci est condamné pour harcèlement sexuel en 2005 et pour agression sexuelle en 2006. En 2018, neuf femmes dénoncent des comportements sexuels inappropriés de la part du cinéaste Luc Besson. En 2019, l'actrice Adèle Haenel dénonce dans Mediapart les attouchements et le harcèlement sexuel dont elle a été victime entre l'âge de 12 et 15 ans par le réalisateur Christophe Ruggia. Lors de la 45eme cérémonie des César, Adèle Haenel et Céline Sciamma quittent la cérémonie pour protester contre l'attribution du César du meilleur réalisateur à Roman Polanski, accusé par 6 femmes d'agression sexuelle,. Gérard Depardieu, un des acteurs phares du cinéma français de la fin du XXe siècle et du début du XXIe siècle, est mis en cause pour viol depuis 2018 et accusé par 13 femmes de violences sexuelles sur des tournages.
Au delà des affaires connues, Marine Turchi affirme dans une enquête en 2019 que les violences sexuelles dans le cinéma français seraient « systémiques ».

## Exploitation
| Année | Nbre d'établissements | Nbre de multiplexe (+8 salles) | Nbre d'écrans actifs | Nbre de fauteuils | Nbre d'entrées (millions) | Recette totale en salle | Part de marché des films français dans les recettes |
| ----- | --------------------- | ------------------------------ | -------------------- | ----------------- | ------------------------- | ----------------------- | --------------------------------------------------- |
| 2003  | 2 130                 | -                              | 5 281                | 1 073 000         | 173,46                    | 996,11 M€               | 34,9 %                                              |
| 2004  | 2 100                 | -                              | 5 276                | 1 061 669         | 195,69                    | 1 138,94 M€             | 38,4 %                                              |
| 2005  | 2 076                 | -                              | 5 273                | 1 059 264         | 175,52                    | 1 031,20 M€             | 36,5 %                                              |
| 2006  | 2 063                 | -                              | 5 283                | 1 056 868         | 188,77                    | 1 120,70 M€             | 44,6 %                                              |
| 2007  | 2 054                 | 158                            | 5 315                | 1 056 072         | 178,41                    | 1 061,52 M€             | 36,5 %                                              |
| 2008  | 2 068                 | 164                            | 5 389                | 1 066 593         | 190,18                    | 1 142,21 M€             | 45,4 %                                              |
| 2009  | 2 065                 | 171                            | 5 469                | 1 076 984         | 201,51                    | 1 236,41 M€             | 36,8 %                                              |
| 2010  | 2 046                 | 172                            | 5 464                | 1 073 681         | 206,95                    | 1 308,92 M€             | 35,8 %                                              |
| 2011  | 2 032                 | 176                            | 5 466                | 1 065 803         | 217,07                    | 1 373,92 M€             | 40,9 %                                              |
| 2012  | 2 029                 | -                              | 5 502                | 1 068 903         | 203,44                    | 1 305,63 M€             | 40,3 %                                              |
| 2013  | 2 026                 | 188                            | 5 588                | 1 066 840         | 193,60                    | 1 250,87 M€             | 33,8 %                                              |
| 2014  | 2 020                 | 191                            | 5 653                | 1 072 407         | 208,90                    | 1 332,73 M€             | 44,5 %                                              |
| 2015  | 2 033                 | 203                            | 5 741                | 1 094 703         | 205,30                    | 1 331,30 M€             | 35,5 %                                              |
| 2016  | 2 044                 | 209                            | 5 842                | 1 099 526         | 213,20                    | 1 388,60 M€             | 35,8 %                                              |
| 2017  | 2 046                 | 219                            | 5 913                | 1 118 916         | 209,20                    | 1 380,60 M€             | 37,4 %                                              |
| 2018  | 2 040                 | 226                            | 5 982                | 1 126 162         | 201,20                    | 1 336,73 M€             | 39,3 %                                              |
| 2019  | 2 045                 | 232                            | 6 114                | 1 140 999         | 213,00                    | 1 447,40 M€             | 34,8 %                                              |
| 2020  | 2 041                 | 233                            | 6 127                | 1 138 530         | NC                        | NC                      | 44.9 %                                              |

## Financement
Le centre national du cinéma et de l'image animée collecte une taxe sur les éditeurs et les distributeurs de services de télévision, une taxe sur les recettes en salle (11 % du prix du billet) ainsi qu'une taxe sur la diffusion en vidéo physique et en ligne de contenus audiovisuels (2 % du prix de vente). Il redistribue ensuite cet argent aux producteurs en fonction de leurs résultats passés et utilise cet argent pour promouvoir les jeunes réalisateurs par le biais de l'« avance sur recettes ». Les aides du CNC représentent en 2011 15 % du budget d’un film en moyenne qui se répartit dans les rémunérations (58 % dont 12,1 % pour les acteurs, 9,4 % pour les scénaristes réalisateurs, 18,7 % pour les techniciens, 5,1 % pour les producteurs, etc.), les frais de tournage (30 % dont 7,6 % pour les décors et costumes) et les frais techniques (12 %).
Par ailleurs, les chaînes de télévision ont l'obligation d'investir dans le cinéma. Depuis 2021, les services de médias audiovisuels à la demande (SMAD) doivent consacrer au moins 20% du chiffre d’affaires qu’ils réalisent en France au financement de la production d’œuvres cinématographiques et audiovisuelles européennes ou d’expression originale française. Les plateformes donnent également plus de 5% de leur chiffre d’affaires réalisé en France au CNC.

## Personnalités notables
Liste de catégories concernant les :
- Acteurs et actrices français
- Réalisateurs français
- Producteurs français
- Directeurs français de la photographie
- Scénaristes français
- Dialoguistes français
- Chefs décorateurs français
- Monteurs français
- Critiques français de cinéma

## Films notables
Listes des films français classés par décennie :
- Sortis avant 1920
- Sortis dans les années 1920
- Sortis dans les années 1930
- Sortis dans les années 1940
- Sortis dans les années 1950
- Sortis dans les années 1960
- Sortis dans les années 1970
- Sortis dans les années 1980
- Sortis dans les années 1990
- Sortis dans les années 2000
- Sortis dans les années 2010
- Sortis dans les années 2020
- Catégorie de listes de films français par année
- Liste des films d'animation français

## Festivals et récompenses

### Festivals
- Festival de Cannes
- Festival du cinéma américain de Deauville
- Festival international du court métrage de Clermont-Ferrand
- Festival international du film d'animation d'Annecy
- Festival Premiers Plans d'Angers
- Champs-Elysées Film Festival
- Festival international de films de femmes de Créteil
- Festival du film de Belfort
- Festival international de cinéma de Marseille
- Utopiales
- Festival international du film fantastique de Gérardmer
- Festival international du film fantastique d'Avoriaz (remplacé par le Festival du film fantastique de Gérardmer en 1993)
- Festival international du film de La Rochelle
- Festival de la fiction TV
- Festival du film policier de Cognac
- Festival Jean Carmet de Moulins
- Festival international Cinéma et Costumes de Moulins
- Festival européen du film court de Brest
- Festival cinéma muet et piano parlant d'Anères
- Festivals de films français à l'étranger
- Reims Polar

### Récompenses
- César du cinéma
- Grand prix du cinéma français (Prédécesseur de facto du César)
- Lumières de la presse internationale
- Globes de Cristal
- Prix du Syndicat de la critique
- Prix Jean-Gabin / Prix Patrick-Dewaere
- Prix Romy-Schneider
- Prix Louis-Delluc
- Prix Jean-Vigo

## Formations
- l'École nationale supérieure Louis-Lumière
- l'École nationale supérieure des beaux-arts
- le Conservatoire libre du cinéma français
- l'École supérieure d'audiovisuel (Université Toulouse-Le Mirail)
- l'École supérieure de réalisation audiovisuelle
- l'Institut des hautes études cinématographiques
- La Femis (École nationale supérieure des métiers de l'image et du son)
- les Gobelins (l'École de l'image)
- le Master en scénario, réalisation et production de l'Université de Paris 1 Panthéon - Sorbonne (UFR 04)
- l'Institut international de l'image et du son (1988)

## Organismes et associations
- Centre national du cinéma et de l'image animée
- Cinémathèque française
- Unifrance Films International
- Académie des arts et techniques du cinéma
- Association de Lutte contre la Piraterie Audiovisuelle
- Groupe des Trente

## Censure et visa d'exploitation
Pour être diffusé en France, un film doit obtenir une autorisation administrative délivrée par le ministère de la Culture. C'est la Commission de classification du CNC qui visionne les films et donne ses recommandations pour l'attribution d'un visa d'exploitation par le ministère.
La Commission comprend 28 membres titulaires et 55 suppléants. Elle est présidée par un conseiller d'État nommé par décret du Premier ministre. Les membres sont répartis en 4 collèges : celui des administrations, celui des professionnels du cinéma, celui des experts, celui des jeunes.
En mars 2011, le président est Edmond Honorat (il succède à Emmanuel Glaser en février 2011) et la présidente suppléante Catherine Ruggeri.
Hors interdiction totale, le visa d'exploitation peut être assorti d'un certain nombre de contraintes :
- interdiction aux moins de douze ans (par exemple pour les films abordant le suicide ou la drogue) ;
- interdiction aux moins de seize ans (généralement pour des films érotiques ou particulièrement violents) ;
- classement X pour un film pornographique ou « présentant une succession de scènes de grande violence ».

Si l'objectif est aujourd'hui avant tout la protection des mineurs, le visa d'exploitation a été utilisé à certaines époques pour interdire des films gênant politiquement. Certains films, notamment à l'occasion de la Guerre d'Algérie, furent purement et simplement interdits. Depuis lors, ces interdits ont été levés.
La loi du 30 décembre 1975, en créant le classement X, évite en grande partie les interdictions totales, comme celle du film de Jacques Rivette, La Religieuse de Diderot, en 1965. Mais ces films sont cependant limités à un circuit de salles particulier et soumis à un régime fiscal désavantageux. En l'absence de définition juridique, la commission d'exploitation considère comme pornographique tout film qui montre explicitement une activité sexuelle ; elle peut cependant nuancer son jugement en fonction des qualités du scénario ou de la réalisation. Cela a par exemple été le cas de L'Empire des sens de Nagisa Ōshima qui a échappé au classement X grâce à ses qualités artistiques.
À la suite de l'affaire Baise-moi, le décret du 12 juillet 2001 prévoit aussi la possibilité pour le ministre d'interdire un film aux moins de dix-huit ans, sans toutefois l’inscrire sur la liste des films pornographiques ou d’incitation à la violence.
En outre, le maire peut, en vertu de ses pouvoirs de police administrative générale, interdire la diffusion d'un film sur le territoire de la commune pour prévenir un trouble à l'ordre public s'il existe des circonstances locales particulières.
Un service sur le site du CNC permet de rechercher les films et de connaître leur classification.

## Sources et références

### Sources
- Cet article est partiellement ou en totalité issu de l'article intitulé « Histoire du cinéma » (voir la liste des auteurs).

- Cet article est partiellement ou en totalité issu de l'article intitulé « Histoire du cinéma français » (voir la liste des auteurs).